# El mal (canción)
«El mal» es una canción compuesta por Clément Ducol, Camille y coescrita por Jacques Audiard para la película francesa Emilia Pérez estrenada en 2024. Es interpretada por los personajes de Zoe Saldaña y Karla Sofía Gascón, con Camille proporcionando coros. Se trata de una canción de rap rock, en la que el personaje de Saldaña señala la hipocresía de los criminales que contribuyen a una causa benéfica, mientras el personajes de Gascón, da un discurso público a dichos criminales durante un evento dedicado a ayudar a las personas.
Considerada como una de las mejores canciones de la película, «El mal» recibió múltiples nominaciones a premios cinematográficos. Ganó el Premio Óscar a la mejor canción original, el Critics' Choice a la mejor canción y el Globo de Oro a la mejor canción original. Además, Saldaña, quien ganó el óscar a mejor actriz de reparto, obtuvo el reconocimiento del Hollywood Music in Media a la mejor canción - interpretación en pantalla (Película) por su interpretación en dicha canción.

## Contexto
Emilia Pérez es una película musical francesa de 2024. La trama gira en torno en el personaje Juan "Manitas" Del Monte, un narcotraficante de Monterrey (ambos papeles interpretados por Karla Sofía Gascón). Este contacta a Rita Mora Castro (interpretada por Zoe Saldaña); una abogada que no se siente apreciada, que reside en Ciudad de México, para fingir su muerte y convertirse en mujer. Manitas también está casado con Jessi (interpretada por Selena Gomez), con quien tiene dos hijos. Rita completa la tarea y Manitas es reportado muerto, mientras Jessi y los niños son exiliados a Lausana, Suiza, "por razones de seguridad". Cuatro años después, en Londres, Manitas, ahora como Emilia Pérez, se vuelve a encontrar con Rita y le dice que quiere ayuda para recuperar a sus hijos. A Jessi y a los niños les dicen ya pueden regresar a México y que Emilia, "la prima de Manitas", los recibirá en su casa. Dado que Rita ha trabajado excelente, Emilia le ofrece estadía en México y que ella cubriría todos sus gastos.
Un día, visitan un tianguis, donde conocen a una madre que busca a su hijo desaparecido. Emilia usa sus contactos de narco para reunir información sobre él. Finalmente localizan su cuerpo en una fosa común. Conmovida por el anhelo de sus hijos por su padre, Emilia crea una organización sin fines de lucro llamada La Lucecita, apoyada por otros miembros del cartel arrepentidos. La organización recibe donaciones, algunas de las cuales provienen de individuos peligrosos y corruptos El número musical reflexiona sobre esta situación.

## Composición
La composición se comenzó hacer durante la preproducción de la cinta con Camille al mando.Después de que el dúo conociera a Saldaña, ella los ayudó proporcionándoles el arreglo adecuado para la música. La versión de Saldaña consistió en una fusión de géneros pero con un arreglo electrónico, que comienza con una "representación disparatada de «Subterranean Homesick Blues» y termina con un estilo "más funky, más irónico, tipo Talking Heads" con una melodía de hip-hop. Audiard, sin embargo, opinó que la canción debería ser más acústica y áspera. Se rehízo la canción, pero esta vez con una banda de rock en vivo, que se adaptaba a la voz de Saldaña. 

Camille agregó que Saldaña tenía una "voz súper rítmica y aguda" que se adaptaba tanto a su personaje como a la canción. «El Mal» funciona como una protesta enérgica para los asesinos, los políticos que contribuyen al cártel de la drogas y a los peligros que viven las víctimas. Ducol describió además el contexto de la canción y agregó:
"Lo que me gusta de «El mal» es que estamos hablando de cosas bastante duras y, de repente, nos encontramos ante un verdadero número musical y entendemos que ya no estamos en un cine basado en la realidad. Hay baile, hay canto, hay saltos sobre las mesas y todos los demás personajes se convierten en marionetas de kabuki. El espectador adquiere conciencia de la historia a un nivel más profundo".

## Recepción crítica
Stephanie Zacharek para Time, mencionó que el número musical está inspirado en las películas de Bollywood y que resalta la hipocresía de los donantes que asisten a una cena benéfica destinada a ayudar a erradicar los crímenes que cometen, una opinión compartida por su colega Lucy Ford. De manera similar, Michael Ordoña del Los Angeles Times describe «El mal» como una "denuncia sensacionalista, suo excepcional del genero del rap rock, y que es una hipocresía venenosa".Carlos Sousa para New York Sun opinó que la interpretación de la canción por parte de Saldaña "podría ser el punto culminante de la película".
Amelia Hansford de PinkNews elogió la cinematografía del tema musical así como la actuación de Saldaña, pero criticó que la escena sólo "enmascara las fallas de la película al abordar temas serios que no está preparada para manejar". Josh Kerwick señaló en su reseña de Star Observer que la canción es la esencia de la película, ejemplifica los "pocos altos y muchos bajos". Indicó que el número musical revela por primera vez la corrupción que rodea la trama, pero después del show, nunca más se aborda el tema.